# Julius Streicher
Julius Streicher (født 12. februar 1885, død 16. oktober 1946) var en tysk, nazistisk politiker og førende antisemit.
Streicher udmærkede sig som løjtnant af reserven under 1. verdenskrig. Han blev straks efter krigen medlem af antisemitiske organisationer og tilsluttede sig snart det nationalsocialistiske parti under Adolf Hitler. Han grundlagde og redigerede det stærkt antisemitiske og vulgære dagblad "Der Stürmer", som udkom fra 1923 til 1945. Desuden var Streicher Gauleiter i Franken.
Julius Streicher var berygtet som jødehader og opfordrede til drab på jøder. Han blev under Nürnbergprocessen kendt skyldig og dømt til døden ved hængning. Hans sidste ord under galgen var "Heil Hitler".

### Webkilder
- "Biographie: Julius Streicher, 1885–1946". Deutsches Historisches Museum (tysk). Arkiveret fra originalen 19. januar 2012. Hentet 19. januar 2011.
- "Judgment at Nuremberg: Julius Streicher". Jewish Virtual Library (engelsk). The American-Israeli Cooperative Enterprise. Arkiveret fra originalen 19. januar 2012. Hentet 19. januar 2011.

### Trykte kilder
- Bedürftig, Friedemann (2008). Tredje riket från uppgång till fall: en uppslagsbok. Stockholm: Ersatz. s. 376. ISBN 978-91-88858-32-0.
- Davidson, Eugene (1997) [1966]. The Trial of the Germans (engelsk). Columbia, Missouri York: University of Missouri Press. ISBN 0-8262-1139-9.
- Klee, Ernst (2007). Das Personenlexikon zum Dritten Reich (tysk) (2. Aufl. udgave). Frankfurt am Main: Fischer Taschenbuch Verlag. s. 608. ISBN 978-3-596-16048-8.
- Shirer, William L. (1989). Tredje rikets uppgång och fall. Stockholm: MånPocket. ISBN 91-7642-467-7.
- Trial of the Major War Criminals before the International Military Tribunal. Nuremberg 14 November 1945 – 1 October 1946, vol. 22, Nuremberg: International Military Tribunal, 1948

## Ekstern henvisning
- Wikimedia Commons har flere filer relateret til Julius Streicher
- Julius Streicher Arkiveret 13. august 2007 hos  Wayback Machine